# Xung đối
Xung đối là một thuật ngữ sử dụng trong quan trắc thiên văn và thuật đo sao để chỉ ra khi một thiên thể nằm ở phía đối diện trên bầu trời khi được quan sát từ một địa điểm đặc biệt (thường là Trái Đất). Đặc biệt, hai hành tinh ở vị trí xung đối nhau khi chúng nằm trên một đường thẳng đi qua tâm chung của quỹ đạo của chúng, thuộc mặt phẳng hoàng đạo. Ký hiệu của xung đối là ☍.
Một hành tinh (hay tiểu hành tinh hoặc sao chổi) được gọi là "đang xung đối" khi nó đang ở vị trí xung đối với Mặt Trời khi được nhìn từ Trái Đất. Đây là thời gian tốt nhất để quan sát một hành tinh bởi vì:
- nó có thể được quan sát suốt đêm, bắt đầu được nhìn thấy từ lúc Mặt Trời lặn, qua đường kinh khoảng nửa đêm và biến mất khi bình minh;
- Quỹ đạo của nó có vị trí gần nhất với Trái Đất, làm cho nó lớn hơn và sáng hơn.
- Hiệu ứng xung đối làm gia tăng ánh sáng phản chiếu từ hành tinh tới, thể hiện sự gồ ghề của bề mặt mà không bị mờ.

Xung đối chỉ xảy ra ở các hành tinh nằm xa mặt trời hơn Trái Đất.
Trong năm 2019, ngày đến vị trí xung đối của sao Mộc là 10/06; của sao Thổ là 27/06; của sao Hải vương là 09/09; của sao Thiên vương là 27/10.
Mặt Trăng chuyển động quanh Trái Đất, sẽ xung đối với Mặt Trời khi nó ở pha trăng tròn. Khi nó ở vị trí xung đối chính xác, hiện tượng nguyệt thực sẽ xảy ra.

## Giao hội trên và dưới

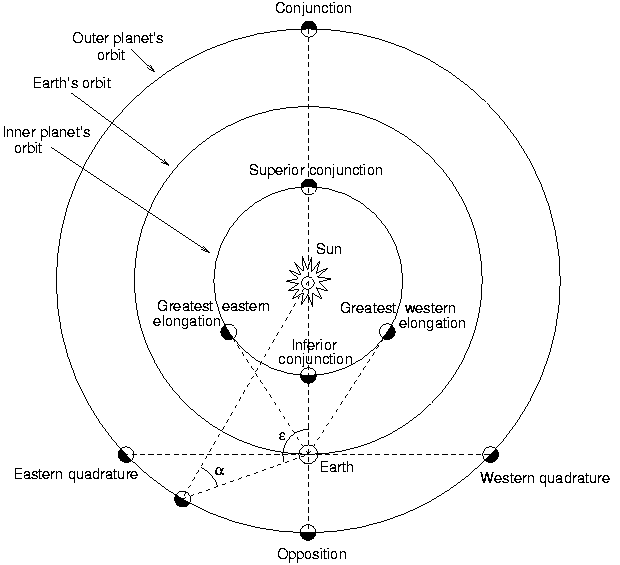
Các vị trí giao hội trên (superior conjunction) và giao hội dưới (inferior conjunction) của một hành tinh bên trong (inferior planet)

Khi được quan sát từ một hành tinh bên ngoài (gồm Trái Đất, hoặc một hành tinh nằm bên ngoài Trái Đất), nếu một hành tinh bên trong (tức hành tinh nằm gần Mặt Trời hơn so với hành tinh bên ngoài) nằm ở phía bên kia Mặt Trời, thì sẽ được gọi là giao hội trên (superior conjunction) với Mặt Trời. Một giao hội dưới (inferior conjunction) sẽ xảy ra khi hai hành tinh nằm trên một đường thẳng và cùng phía đối với Mặt Trời. Trong một "giao hội dưới" hành tinh bên ngoài sẽ "xung đối" với Mặt Trời khi được nhìn từ hành tinh bên trong.